# Reserva Natural de Kärevere
A Reserva Natural de Kärevere é uma reserva natural localizada no Condado de Tartu, na Estónia.
A área da reserva natural é de 1798 hectares.
A área protegida foi fundada em 2007 para proteger valiosos tipos de habitats e espécies ameaçadas na antiga freguesia de Tähtvere, freguesia de Tartu e freguesia de Laeva.